# Mind & Language
Mind & Language ist eine interdisziplinäre Fachzeitschrift mit Peer-Review unter anderem für Linguistik, Psychologie und Philosophie. Sie erscheint fünfmal jährlich bei Elsevier und veröffentlicht Beiträge in Englisch. Ihr Fokus liegt auf Forschung zu Geist und Sprache.
Der Impact Factor von Mind & Language wurde 2017 auf 1.596 beziffert.